# Karu-Sil
Karu-Sil è un personaggio immaginario, una super criminale dell'Universo DC.

## Storia di pubblicazione
L'artista Ethan Van Sciver disse a proposito della creazione di Karu-Sil, "Con Karu-Sil, ebbi l'idea per Ghost Rider. Se avessi mai fatto Ghost Rider, lei ne sarebbe stata una nemica. E non appena menzionai l'idea a Geoff Johns, la tramutammo in una parte del Sinestro Corps". Sulla spiegazione del nome, Sciver disse "Lei ha degli animali intorno a sé. È un carosello umano. Così, Geoff la chiamò Karu-Sil e ne scrisse le origini" (dall'inglese carousel = carosello, carousil/Karu-Sil).

## Biografia del personaggio
Karu-Sil nacque su Graxos III nel settore 2815 (stesso settore spaziale della Lanterna Verde Arisia), una giungla primitiva e violenta. Quando era molto giovane, i suoi genitori furono uccisi durante un'incursione del suo villaggio da parte di una tribù rivale, e lei fu costretta a badare a sé stessa nella giungla. Fu adottata da un branco di predatori. Al fine di somigliare di più ai membri della sua nuova famiglia, si tagliò le labbra, esponendo permanentemente le sue zanne.
Anni dopo, mentre beveva l'acqua di un fiume, fu scoperta da un giovane di un villaggio vicino. Anche se il ragazzo si avvicinò in segno di amicizia, lei lo colpì. Non appena i predatori cominciarono a divorarne il cadavere, la Lanterna Verde Blish, responsabile del settore, intervenne e uccise gli animali. Non capendo che lei faceva parte del gruppo, la Lanterna la portò su Graxos IV, un mondo più tecnologicamente avanzato, in cui sarebbe stata accolta e curata. Qui, uccise in modo brutale lo psicologo che la aveva in cura, e così venne internata.

### Sinestro Corps
Fu durante il periodo del suo imprigionamento che fu reclutata nel Sinestro Corps. Una volta che ottenne il suo anello giallo del potere, lo utilizzò per creare dei duplicati del suo branco. Nonostante fossero dei costrutti d'energia, Karu-Sil continuava a tenere a loro profondamente, addirittura confortandone uno dopo che Guy Gardner lo aveva preso a calci. Si riferisce a loro chiamandoli i "Tre Padri", e quando il suo anello perde carica, afferma che "necessitano di essere nutriti!".
Dopo la Guerra contro i Sinestro Corps, venne catturata dalle Zamarons e rinchiusa in cristallo viola di conversione. Il cristallo di conversione che si trovano su Zamaron vengono utilizzati per eliminare lentamente il potere degli anelli dei membri che appartengono agli altri Corpi, e rimpiazzandolo con il potere della luce viola dell'amore. Una volta che tale processo viene completato, l'individuo (solitamente di genere femminile), ne emerge trasformata in una Star Sapphire. Sinestro ordinò al suo Corpo di liberare i membri del Sinestro Corps imprigionati su Zamaron dalle Star Sapphire: infatti, Karu-Sil venne liberata prima che la sua conversione fosse completata.

## Poteri e abilità
Karu-Sil indossa un anello giallo del potere comparabile a quello delle Lanterne Verdi.